# 拉基拉
拉基拉（Ráquira）是哥倫比亞的城鎮，位於該國東北部，由博亞卡省負責管轄，距離首府通哈60公里，始建於1580年10月18日，面積233平方公里，海拔高度2,170米，2005年人口12,299。

## 外部連結
- 维基共享资源上的相關多媒體資源：拉基拉
- 英語维基导游上的相关旅游指南：Ráquira

- （西班牙文） Raquira official website （页面存档备份，存于）
- Tourist info and Hostel reservations